# レーニン (原子力砕氷艦)
レーニン（Ленин）は、ソビエト連邦（現在のロシア）が1959年に就役させた世界初の原子力砕氷船（原子力船）である。
船名は、ソ連の指導者ウラジーミル・レーニンにちなんだものであった。

## 建造

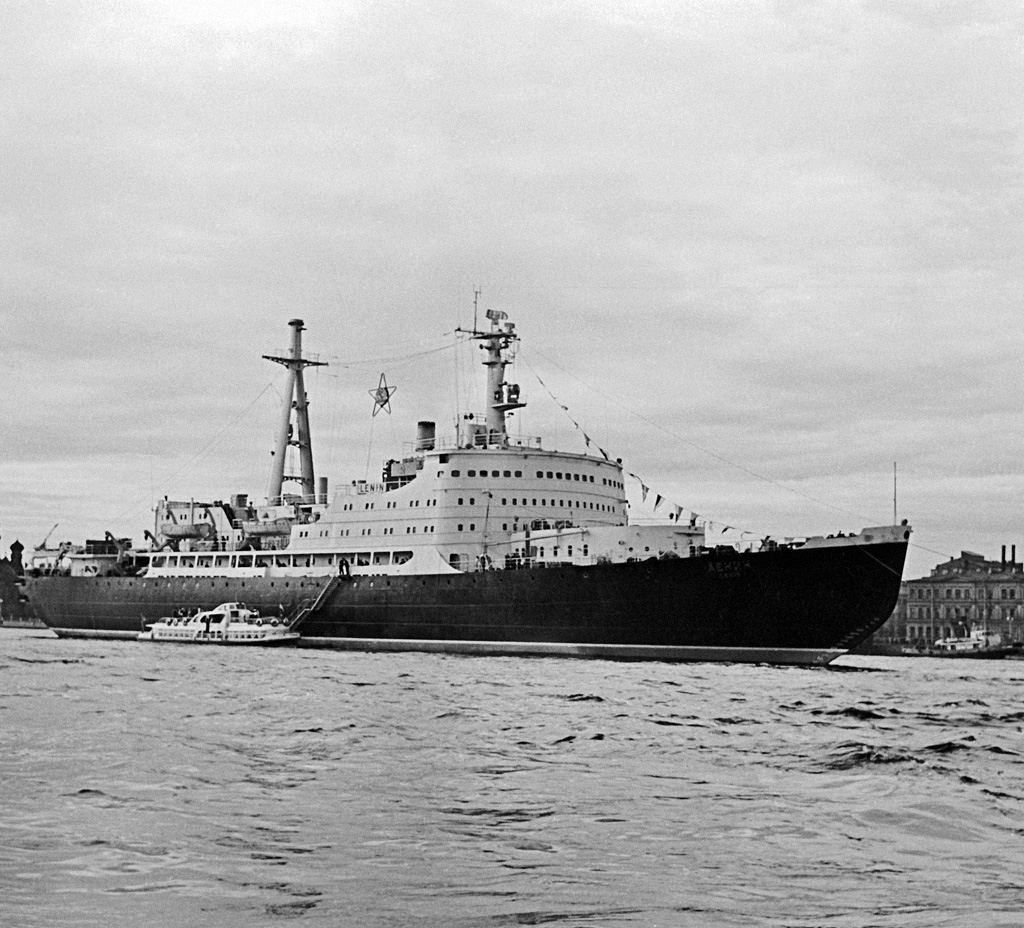
レニングラード（現・サンクトペテルブルク）における新造時のレーニン（1959年）

ムルマンスクからベーリング海峡までに及ぶ北極海航路は、1932年から夏季のみ運航されていたが、1970年代になると結氷して航行不能になる冬季を含んだ通年の運航も求められるようになった。砕氷船は強力な推進力と長大な航続性能を要求されるため、ほぼ無限の航続力のある原子力船に適任であった。
1954年から原子力砕氷船の建造計画が始まり、1956年8月25日に起工されて「レーニン」と命名された。1959年9月12日、レーニンはレニングラード（現・サンクトペテルブルク）のアドミラルティ造船所で竣工し、ソ連政府は全世界にその存在を発表した。

## 設計

### 主機

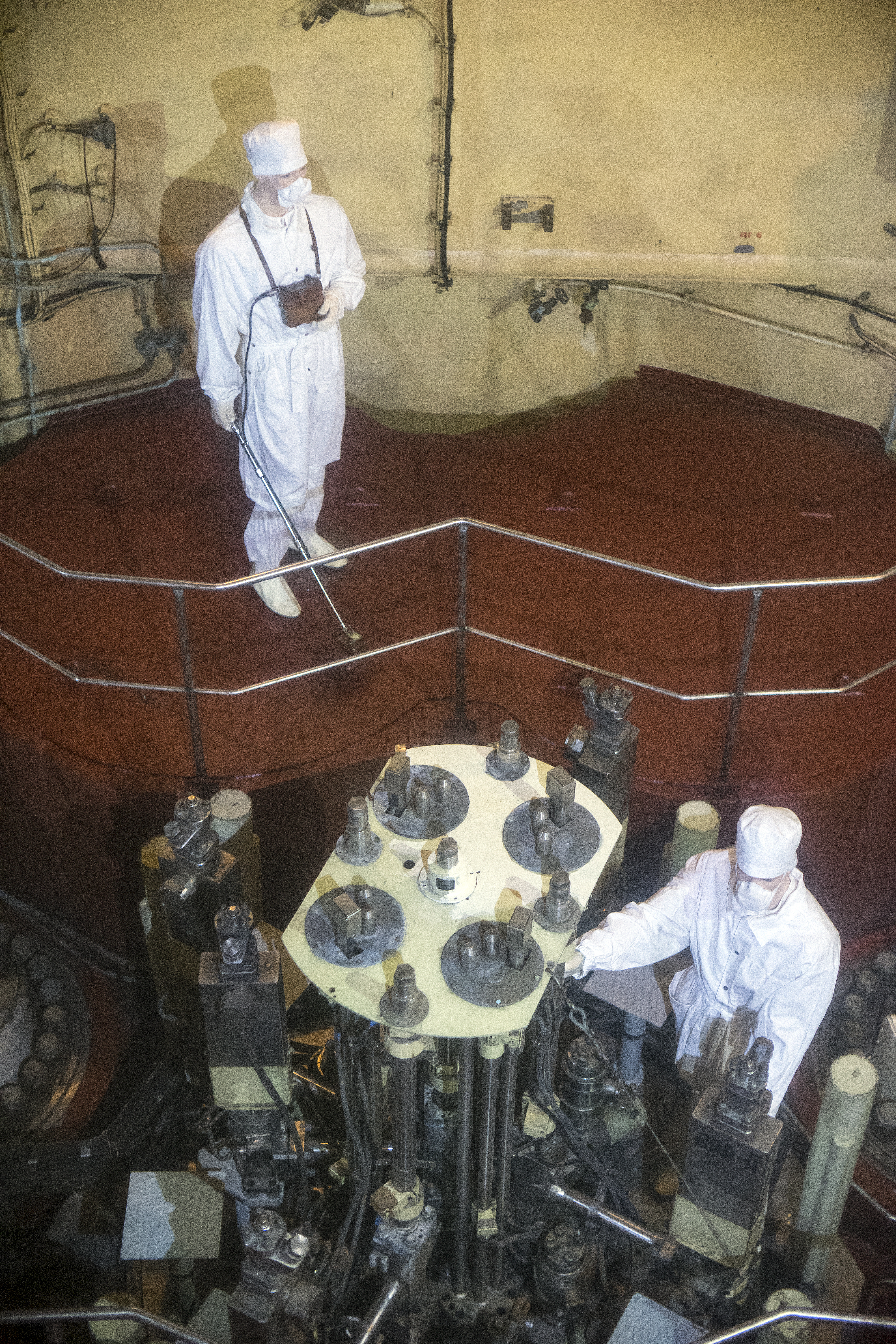
展示されるレーニンの主機。原子炉点検の様子を再現している。

レーニンでは原子炉で蒸気を発生させ、その蒸気で発電し電気モーターでスクリューを回転させ推進する原子力電気推進方式を採用していた。
最初に搭載された3基のOK-150原子炉（44,000軸馬力）は、ソ連初の原子力潜水艦であるノヴェンバー型原子力潜水艦に搭載されたVM-A加圧水型原子炉と同型であった。全速力を出すには2基の原子炉で十分だったが、3基搭載したのは、もう1基の原子炉を整備や研究に用いるためである。だが、この原子炉は耐用年数が低く頻繁な点検と分解が必要だった。また、一次冷却水が漏れた際の緊急冷却システムなどが無く、一次冷却水システムが故障した際はすぐにメルトダウンする恐れがある、安全性に問題がある原子炉だった。
これらの原子炉は1965年の事故後、1967年にも事故を起こしたため、6回目の航海を終えた1970年代初めまでに2基のOK-900原子炉に換装された。

### 船体
船体は水密防壁により12の区画に分けられており、船体外側は二重底から上甲板まで延びる隔壁で囲まれていた。船体には肋骨構造が広く用いられており、耐氷補強帯とその上下は高張力鋼製の外板で補強されていた。さらに、鋳鋼溶接構造の船首材（30t）と船尾材（86t）が船体を氷から守るようになっていた。この船体により、厚さ約1.5mの氷を割ることができた。

### 艤装
船内は温水による暖房が完備されていたほか、ヘリコプター1機も搭載されていた。

## 運用
1959年の就役以後、レーニンは北極海航路確保に活躍したが、1965年2月に原子炉の冷却水が失われる原子炉事故が発生した。この事故は炉心溶融寸前の深刻な事態であり乗組員が最大で30名死亡するなど大きなダメージを受けた。
1965年から度重なる原子炉の事故により、原子炉が新型に交換された。これらの工事は1970年春までに完了したが、事故の詳細が明らかになったのはソビエト連邦の崩壊以後のことであった。この際に撤去したOK-150原子炉は燃料を撤去した後ノバヤゼムリャ諸島のツィヴォルキ湾に沈められた。
この事故と改装の影響で、レーニンは1966年から1972年まで任務から離れていた。
1971年5月-6月、レーニンとディーゼル砕氷船「ウラジオストック」による高緯度海域踏破が行われ、この時のデータを基に1970年代末-1980年代初めの北極海航路通年運航が実現した。1974年4月10日には、船として初めてレーニン勲章を受賞した。レーニンは外壁の磨耗による老朽化を理由に、1989年に退役した。
その後、母港のムルマンスクに係留されており、2005年からは博物館船となっているほか、サンクトペテルブルクで博物館船にする構想がある。大規模な事故を起こしたレーニンだが、ソ連およびロシアではそのデータを活かしてアルクティカ級砕氷船などの原子力砕氷船を建造しており、レーニン以外に大規模な事故を起こした船は無い。

## 事故
レーニンで運用されたOK-150 原子炉では本国の文献に残っているもので少なくとも5件事故を起こしておりいずれが事故として認定されているのか、国際原子力事象評価尺度でどのレベルに相当するのか分かってはいない。
1. 1965 年 2 月、2号原子炉一次冷却系の主循環ポンプで計画修理中、作業員のミスで冷却水の循環が一時的に停止。炉心の過熱により原子炉の一部と燃料集合体の約60％が損傷した。この事故で損傷した原子炉の一部と損傷した燃料はコンテナに入れて海岸に降ろされ、その後艀に積んでノバヤゼムリャ諸島東海岸のツィヴォルキ湾に沈められた。
2. 1965年9月以降、航行シーズン中に3号炉の一次冷却系で漏洩が発見された。原因は蒸気発生機の内1基で、耐用年数数十年のステンレスジャケットが僅か3,000時間で故障していたため。発電機でも漏洩が有り、結果航行終了まで蒸気発生器は原子炉の公称出力の半分しか蒸気を生成できなかった。
3. 1966年初頭、溶接技術違反により砕氷船の機関室で大規模火災が発生。電気回路が焼失した。消火は出来たが3 号炉の蒸気発生器は交換された。
4. 1966 年の夏、船舶を航海に移す前に新たな漏れが発見された。漏れている原因のステンレス鋼製ジャケットはすでに原子炉自体の動力容器に取り付けられており、原子炉反応機全体とともに容器を交換しない限り解決しないことが発覚した。
5. ベローナ財団(Bellona Foundation)によれば1967 年に（1966 年末としている情報もある）、一次回冷却系で漏れが検出された。漏れの場所を特定するため取り外し不可のシールドを開けている際プラントに重大な機械的損傷が引き起こされたとされている。

既存の原子炉を修理して近代化することを諦め、OK-900に置き換えるという決定は、ソ連閣僚理事会決議第148-62号で1967年2月18日のによって文書化された

## 登場作品

### 切手
ソ連建国の父であるレーニンの名を冠した船であり、ソ連の科学力の高さを誇る船でもあることから、ソ連時代には頻繁に切手の図案になった。ソビエト連邦の崩壊後も何度か切手が発行されている。

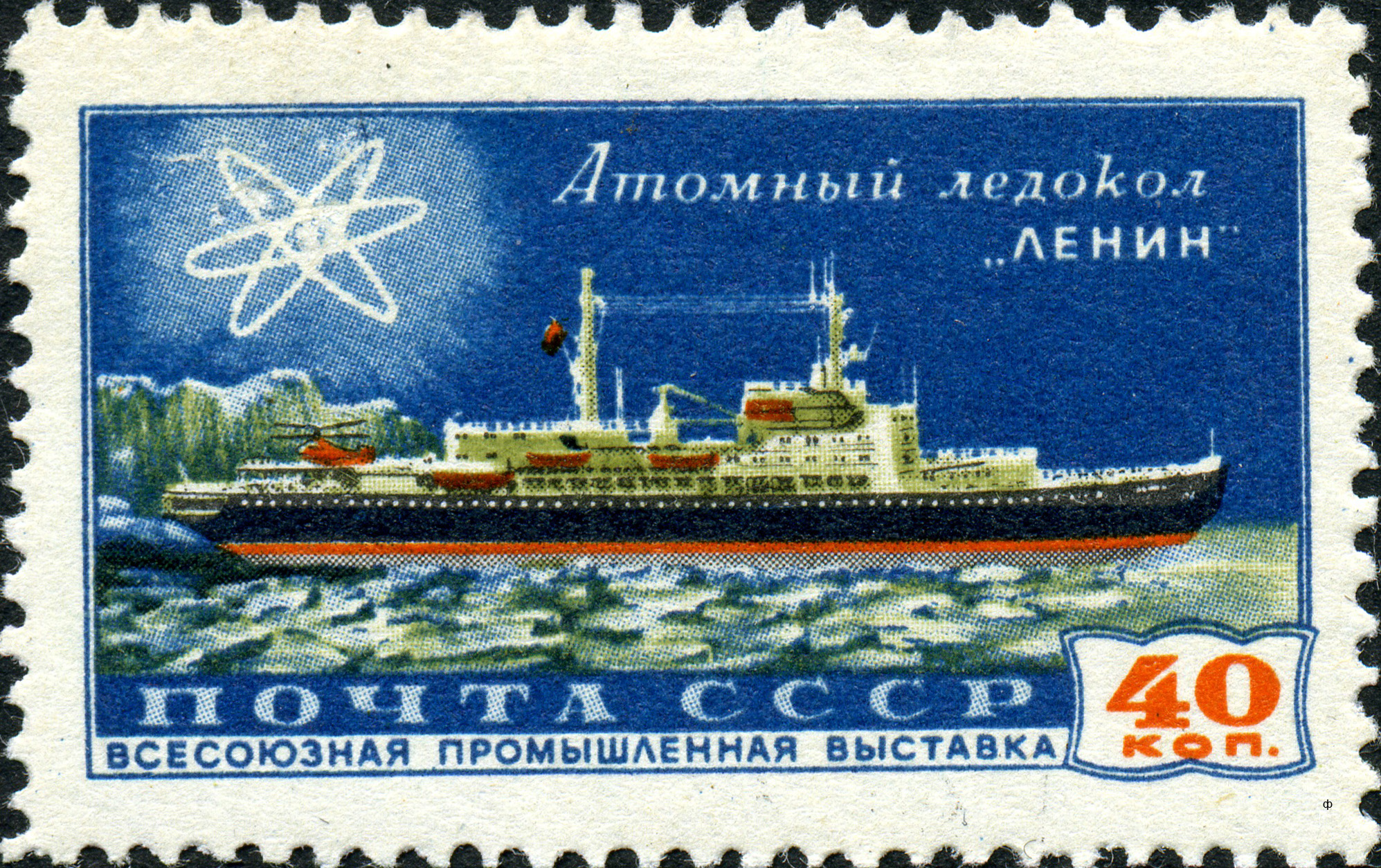
40コペイカ切手（1959年）
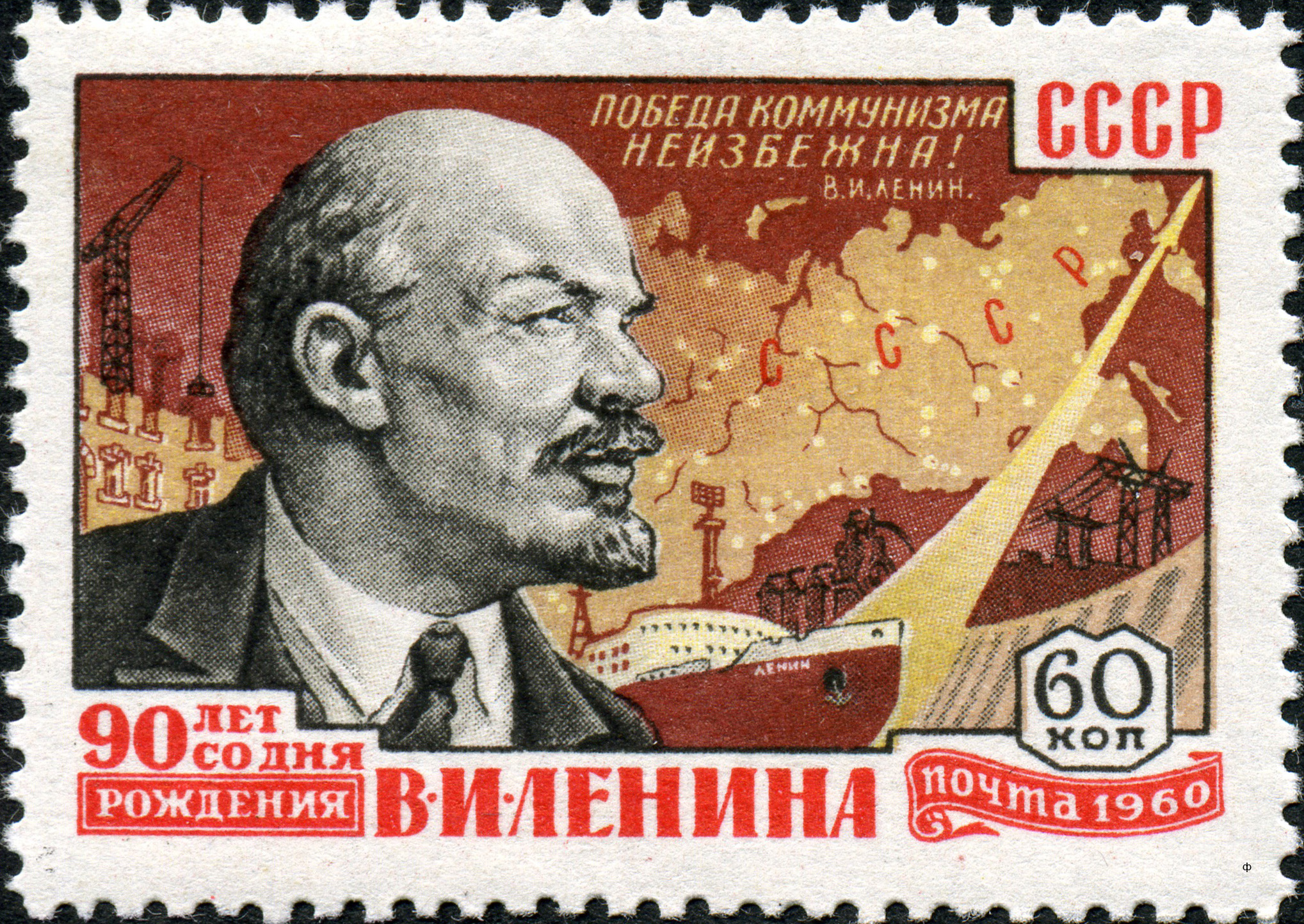
レーニン生誕90周年記念60コペイカ切手（1960年）
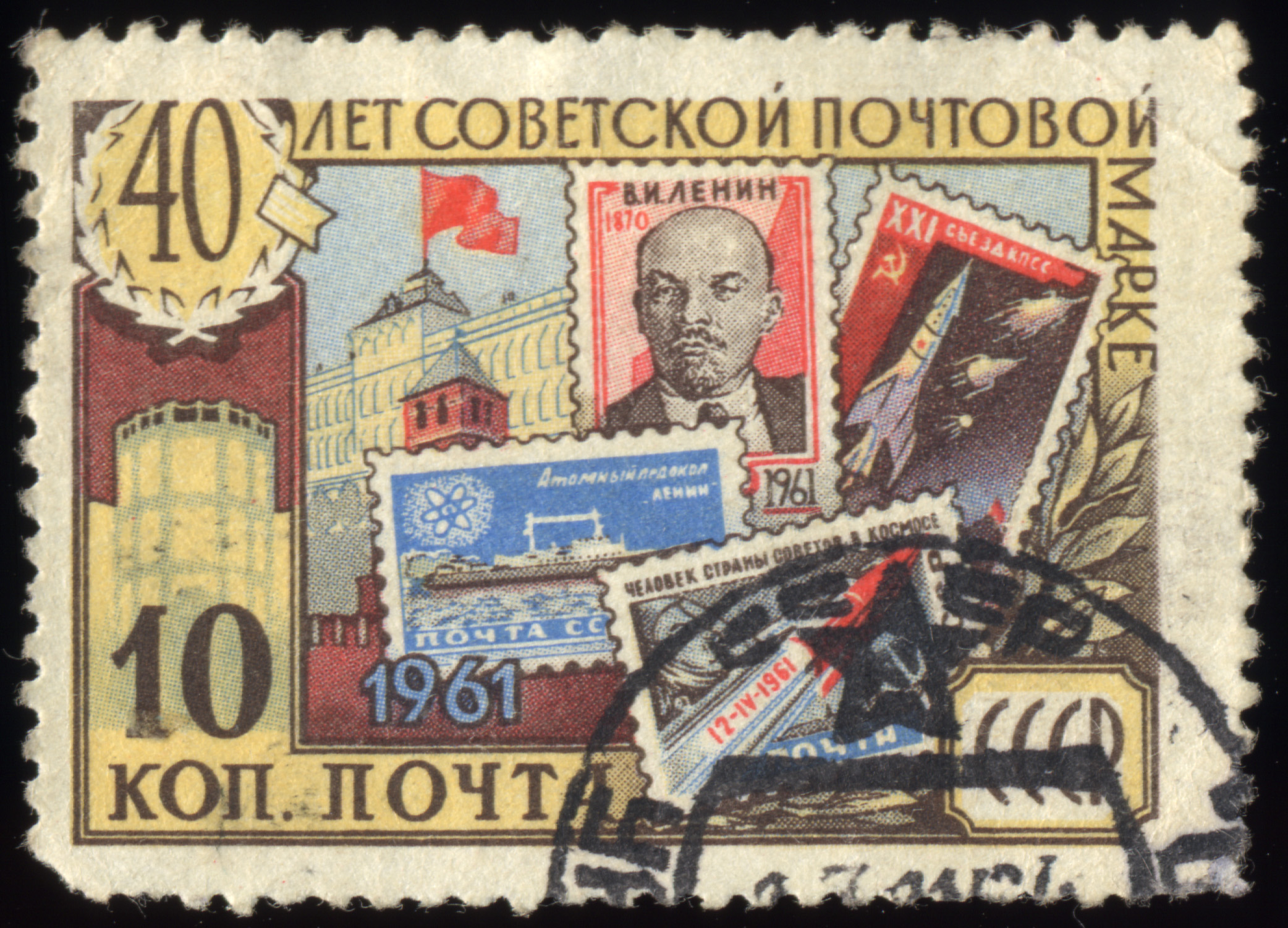
ソ連切手40周年記念10コペイカ切手（1961年） 左の切手と同じ図案が描かれている。
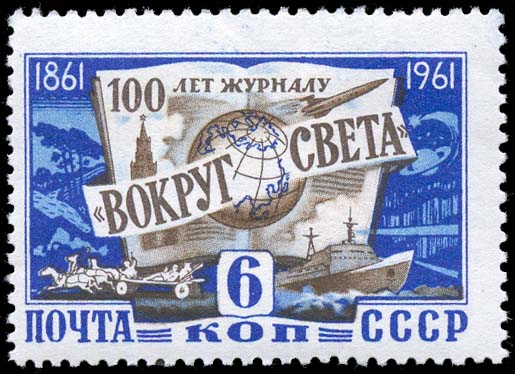
雑誌『Вокруг света』創刊100周年6コペイカ切手（1961年）
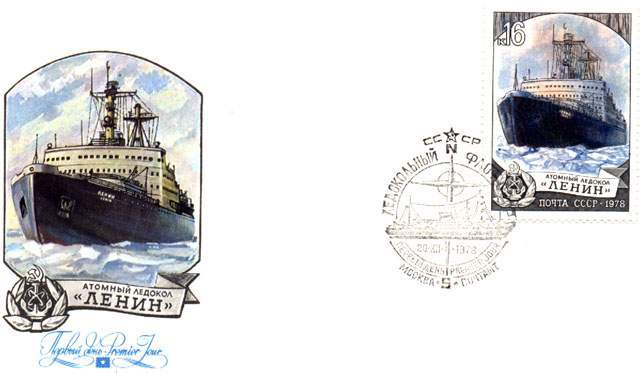
16コペイカ切手の初日カバー（1978年発行）
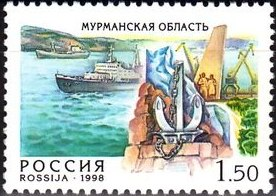
1.5ルーブル切手（1998年）
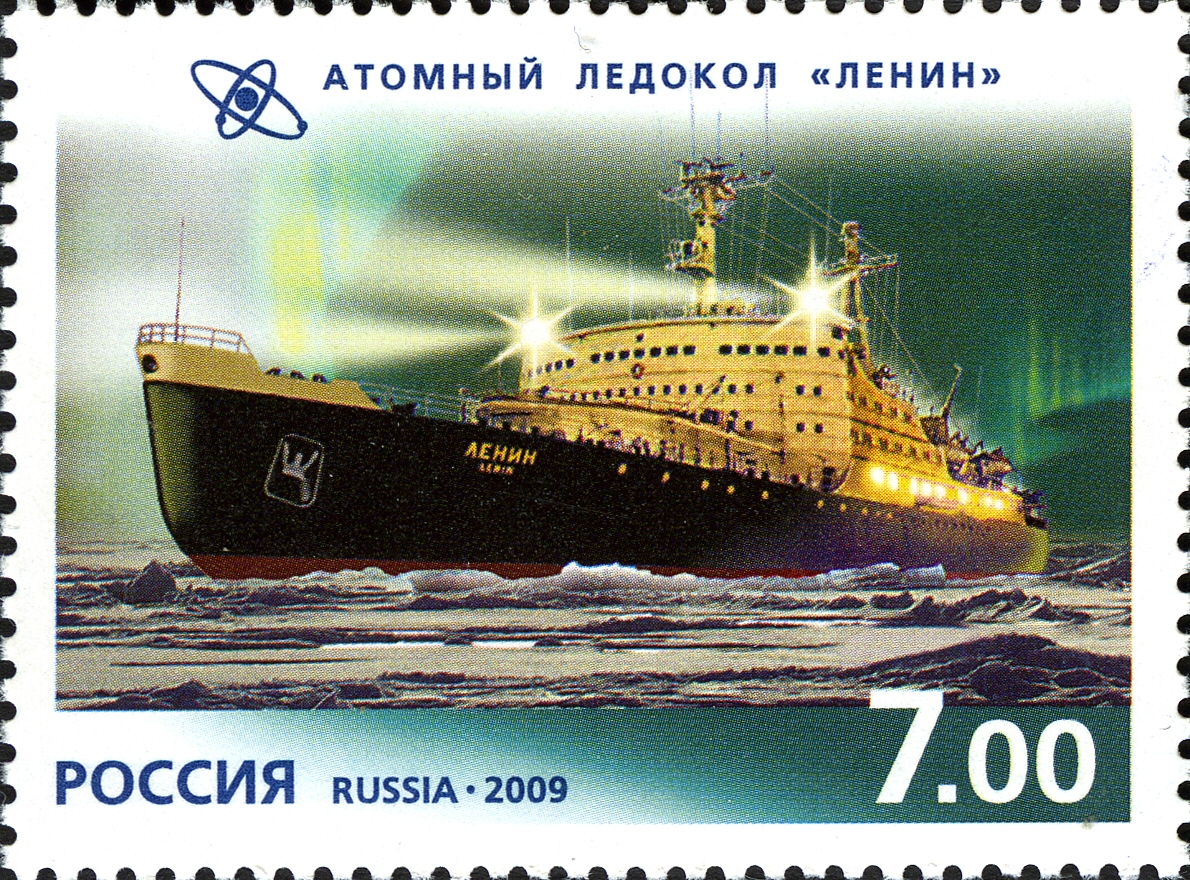
7ルーブル切手（2009年）

### テレビ番組
- ドキュメンタリー『びっくり!ギガ建造物』シリーズ シーズン2 第2回『北極海の砕氷船』（ナショナルジオグラフィックチャンネル）